# Kurt Wabbel

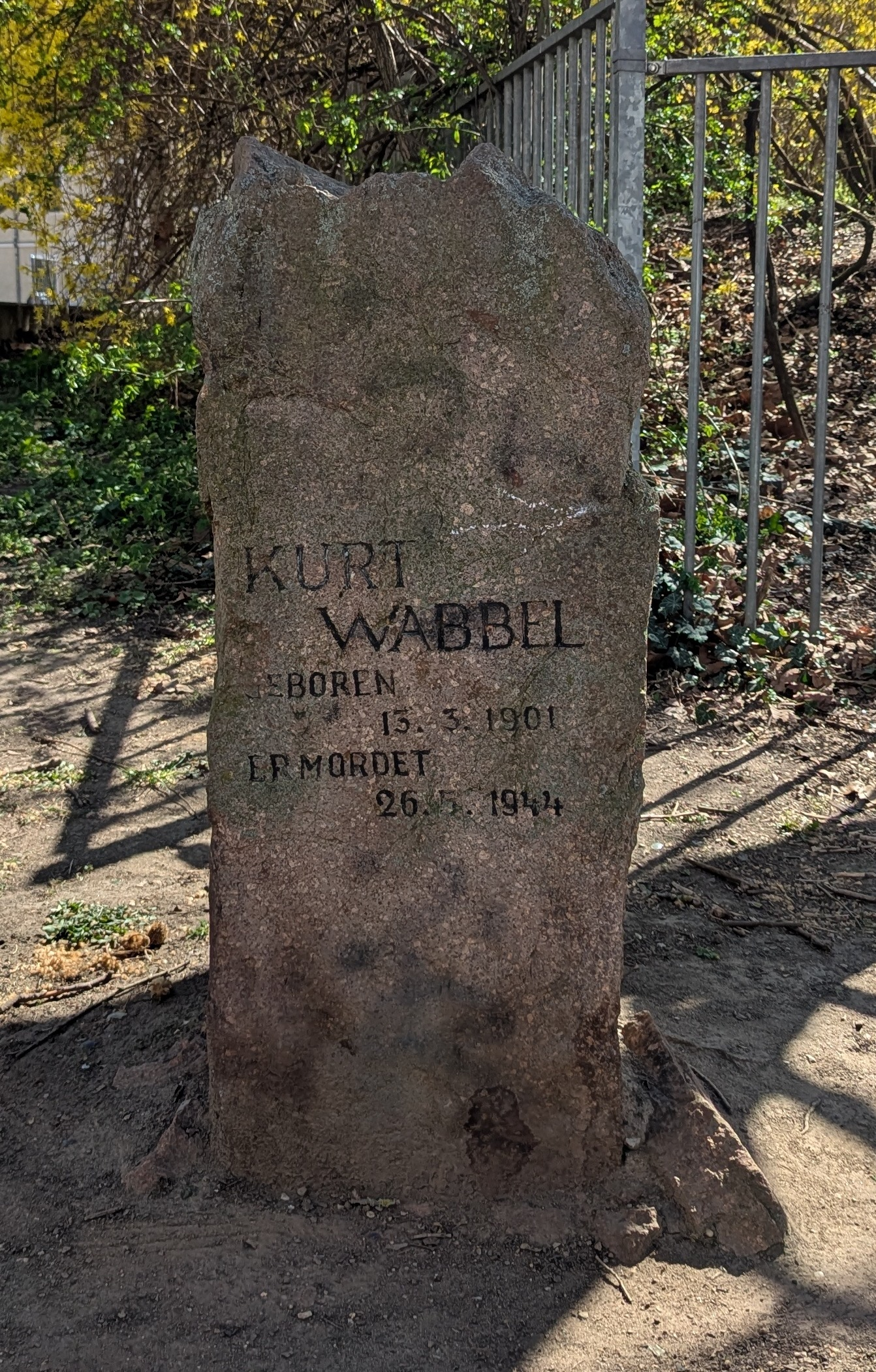
Gedenkstein für Kurt Wabbel in Halle (Saale)

Alfred Kurt Wabbel (* 13. März 1901 in Wörmlitz, Saalkreis; † 26. Mai 1944 in Wernigerode) war Gewerkschaftsfunktionär und Lokalpolitiker der KPD in Halle (Saale). 
Der seit seiner Jugend aktive Arbeitersportler (Schwerathletik und Fußball) Alfred Kurt Wabbel engagierte sich neben Arbeit und Sport in der Gewerkschaft und in der KPD, für die er von 1929 bis 1933 Stadtverordneter in Halle (Saale) war. Im März 1933 wurde er verhaftet und befand sich von Oktober 1933 bis März 1934 im KZ Lichtenburg in Prettin. Wegen „kommunistischer Betätigung“ war er ab April 1937 wieder dort Häftling und wurde noch im gleichen Jahr in das KZ Buchenwald überführt. Im März 1943 kam er in das Außenlager Wernigerode des KZ Buchenwald. Dort starb er am 26. Mai 1944 unter bis heute ungeklärten Umständen.
In der DDR wurde behauptet, dass Wabbel von der SS ermordet worden sei. Der Historiker Frank Hirschinger beschrieb dagegen, dass dem Ministerium für Staatssicherheit schon 1953 bekannt war, dass Wabbel im KZ Buchenwald mit der SS kollaboriert und sich an jugendlichen polnischen Häftlingen vergangen haben soll. Nach den Akten soll er entweder den Freitod gewählt haben oder von Mithäftlingen getötet worden sein.
Das 1921 in Halle gebaute Fußballstadion trug bis zu seinem Abbruch im Jahre 2010 Kurt Wabbels Namen.
Am Johannesplatz in Halle (Saale) befindet sich ein Gedenkstein für Kurt Wabbel, der als Kulturdenkmal eingestuft wurde.